# Skip To My Lou
Skip to My Lou ("Saltando hacia mi amor") es una canción popular americana y un baile de intercambio de parejas durante el período del Viejo Oeste.

## Contexto histórico
En los primeros tiempos de la fundación de Estados Unidos, las personas "bien pensantes" de las comunidades protestantes más estrictas veían el fiddle como instrumento del diablo si su sonido incitaba al baile, ya que este era visto como algo pecaminoso. Para encarar este prejuicio, la gente joven de las comunidades desarrollaron las play-party, en las que todo aquello que pareciera baile se enmascaraba para que los más reacios de la comunidad dieran su visto bueno a la actividad. Según la gente se fue trasladando al oeste y desapareciendo la mentalidad de caza de brujas los Square dance y bar dancing y con ellos algunas canciones comenzaron a ser aceptables, al menos para algunos
Cuando los instrumentos musicales eran mal vistos, los bailarines cantaban y el público aplaudía al ritmo para crear su propia música. Con el tiempo, los play-party adquirieron vida propia convirtiéndose en un entretenimiento ideal para adolescentes y matrimonios jóvenes. En más de una comunidad fronteriza podía verse a cazadores de osos, indios, keelboat men y cowboys bailando inocentemente con sus chicas, como niños en un pícnic de la escuela dominical.

## Skip to My Lou
“Skip to My Lou” es un juego sencillo de robar o intercambiar parejas.
Comienza con cualquier número de la mano de parejas en la mano, saltando alrededor de un círculo. Un niño solitario en el centro del círculo de parejas que se mueve canta: "He perdido mi pareja ¿qué voy a hacer?" (en inglés), según los demás giran a su alrededor. El joven en el centro duda, mientras  decide a que pareja elegir, cantando: "Voy a conseguir otra más guapa que tú." Cuando agarra la mano de la persona elegida, la pareja de ésta toma el lugar del medio del círculo y el juego continúa. Se trata de un rompehielos, un buen baile conocerse unos a otros en un grupo.

## Lou
Lou es el término escocés para Love. El cambio de loo a lou posiblemente es una americanización de la palabra. La traducción completa sería "Saltando hacia mi amor".

## Letra (versión más popular)
Skip, skip, skip to my Lou, (3x)
Skip to my Lou, my darlin'.
(Frase de cambio aquí). (repetida 3 veces)
Skip to my Lou, my darlin'.
Frases de cambio
- Fly's in the buttermilk, Shoo, fly, shoo
- There's a little red wagon, Paint it blue
- Lost my partner, What'll I do?
- I'll get another one, Prettier than you
- Can't get a red bird, Jay bird'll do
- Cat's in the cream jar, Ooh, ooh, ooh
- Off to Texas, Two by two

Skip, skip, skip to the Lou,
Skip, skip, skip to the Lou,
Skip, skip, skip to the Lou,
Skip to the Lou, my darlin'.
Otra versión

Flies in the buttermilk, Shoo fly shoo! (3x)
Skip to my Lou, my darling.
Lou, Lou skip to my Lou! (3x)
Skip to my Lou, my darling.
(sonando triste) Lost my partner, What will I do? (3x)
Skip to my Lou, my darling.
(sonando triste) Lou, Lou skip to my Lou, (3x)
Skip to my Lou, my darling.
(mágicamente cambiar a feliz):I'll get another one just like you! (3x)
Skip to my Lou, my darling!
Lou, Lou skip to my Lou! (3x)
Skip to my Lou, my darling.

## En la cultura popular
- Fue grabada y muy interpretada por Lead Belly, cuya versión fue versionada por Pete Seeger.
- Judy Garland en la película Cita en San Luis (1944) y Nat King Cole también la interpretaron y grabaron.
- En 1963, fue versionada por The Fabulous Echoes en su LP Those Fabulous Echoes en la discográfica de Hong Kong Diamond Records.